# François Prudent Hervouët de La Robrie
François Prudent Hervouët de La Robrie, né le 4 février 1773 à Saint-Philbert-de-Grand-Lieu et mort entre le 27 novembre et le 3 décembre 1795 à Saligny, est un militaire français et un officier royaliste de la guerre de Vendée.

## Biographie
François Prudent Hervouët de La Robrie naît le 4 février 1773 à la maison de Louvradière, à Saint-Philbert-de-Grand-Lieu. Il est le fils de Julie Texier de La Garnerie et de Pierre Hervouët, seigneur de La Résinière et de La Robrie, officier au régiment Royal des Vaisseaux. Ses deux frères, Hyacinthe et Joseph, participent également à la guerre de Vendée. Lors de ce conflit, ses parents sont arrêtés à Corcoué-sur-Logne le 7 novembre 1793, puis guillotinés à Nantes.
Pendant la guerre de Vendée, Prudent de La Robrie rejoint l'Armée catholique et royale du Bas-Poitou et du Pays de Retz. Au printemps 1794, Charette le nomme commandant de sa cavalerie.
Vers la mi-novembre 1795, Prudent de La Robrie et plusieurs autres officiers signent un mémoire rédigé par L'Epinay et Badereau, qui est remis à Charette afin de lui suggérer de mettre fin aux hostilités. Charette refuse. Il aurait fait jeter le document au feu et aurait pris vertement La Robrie à partie,.
Peu de temps après, La Robrie trouve la mort à la bataille des Landes de Béjarry, qui est livrée entre le 27 novembre et le 3 décembre 1795. Son corps est ensuite enterré à Saligny.

En 1806, l'ancien officier vendéen Pierre-Suzanne Lucas de La Championnière écrit à l'historien Alphonse de Beauchamp : 

« J'ai vu La Robrie frappé du coup dont il mourut, j'en puis parler savamment. M. Charette n'était point à l'attaque du poste de Saligny. Il avait donné la moitié du commandement de l'armée à M. de Couëtus, et s'était porté vers le Poiré avec l'autre. Robrie qui n'était pas à l'armée, nous rejoignit avec un peloton de cavalerie dans la lande de Béjarry, au moment où nous apercevions l'ennemi. Le poste des républicains cantonné sur le bord de la lande était peu nombreux et ne fit nulle résistance. La sentinelle tira son coup de fusil à cinquante pas et se sauva. Cavalerie et infanterie se mirent à sa poursuite. Dans un chemin fort étroit, sur le bord de la Boulogne, nous suivions d'assez près cinq à six républicains qui, après avoir gagné une hauteur opposée, firent leur décharge sur notre peloton. Un cavalier fut tué raide et Robrie fut blessé dans le bas-ventre. Il détourna son cheval. Je lui demandai : où vas-tu ? Je suis blessé à mort, me répondit-il. Ce sont, je crois, les dernières paroles qu'il ait prononcées. Il tomba à quelques pas de là. On l'enterra à Saligny. »

## Regards contemporains
« Robrie, commandant de la Cavalerie, mérite un des rangs les plus distingués parmi les braves de l'armée Charette. C'était un des plus anciens officiers ; dans tout l'hiver 1794 son activité et son courage garantirent l'armée des surprises auxquelles elle était chaque jour exposée. C'était un excellent capitaine de hussards montant parfaitement à cheval et faisant le coup de sabre comme un simple cavalier. On peut lui reprocher certains défauts, mais les services qu'il a rendus à son parti peuvent effacer ce qu'on a droit de dire contre lui pour quelques endroits de sa conduite. Ses cavaliers lui étaient fort attachés et son exemple augmentait leur courage ; c'était au reste un des premiers officiers pour la naissance et sa place de commandant de cavalerie le rendait le second chef de l'armée. »

— Mémoires de Pierre-Suzanne Lucas de La Championnière